# Speed Queen (azienda)
Speed Queen è un'azienda di produzione di lavatrici e attrezzature di lavanderia con sede a Ripon, negli Stati Uniti. Speed Queen è una filiale della Alliance Laundry Systems LLC. Il gruppo offre una vasta gamma di prodotti nazionali e commerciali, tra cui lavatrici, asciugatrici e lavacentrifughe. Queste machine vengono realizzate per uso domestico, professionale e industriale e per le lavanderie self-service.

## Storia

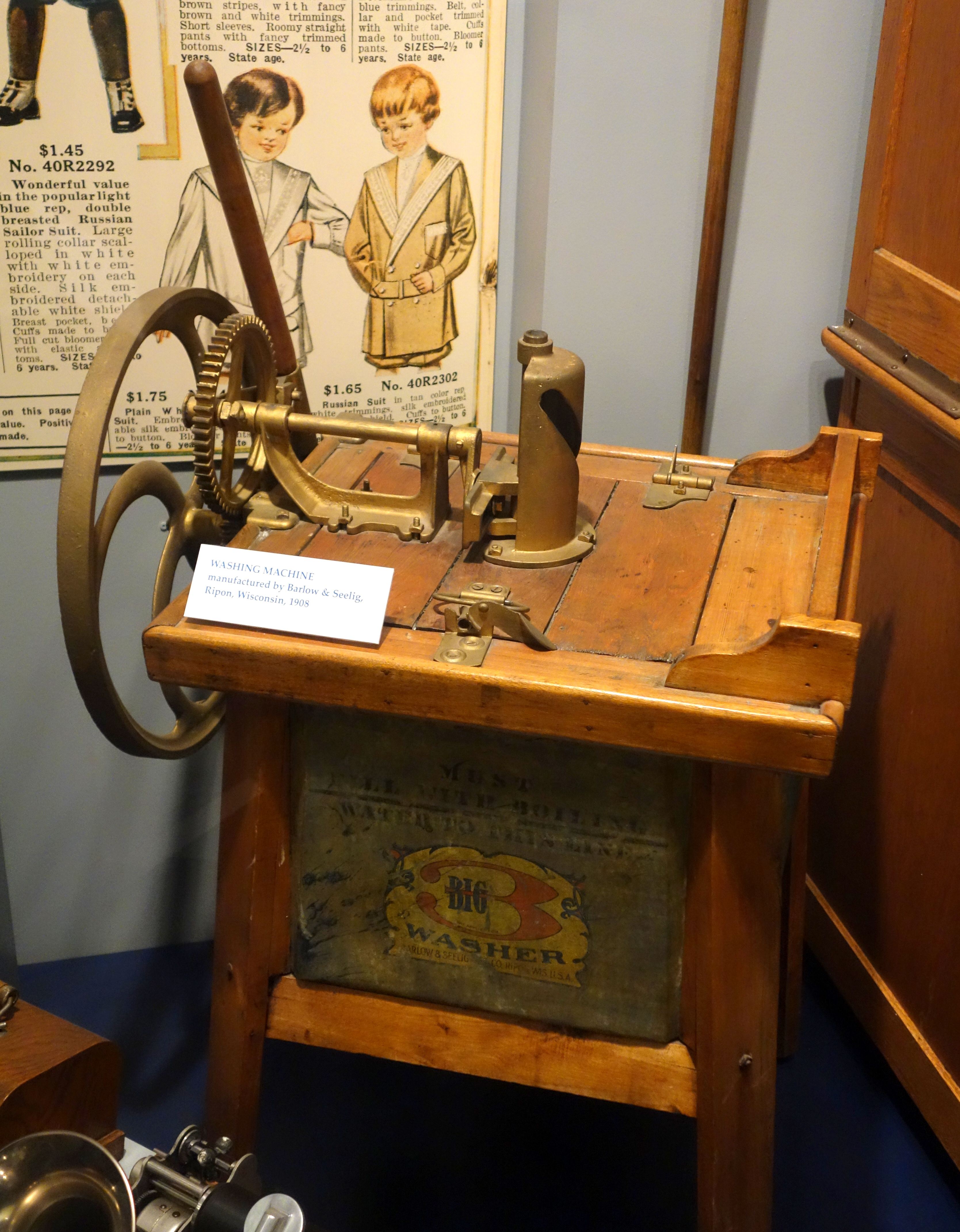
Lavatrice Barlow and Seelig del 1908, presso il Wisconsin Historical Museum

Speed Queen è stata fondata nel 1908 da Joe Barlow e John Seelig sotto il nome di Barlow & Seelig Manufacturing: i due soci hanno iniziato migliorando la progettazione delle macchine esistenti. Il primo negozio Speed Queen era situato dietro un negozio di ferramenta a Ripon. Il primo modello di macchina di lavaggio fu chiamato "White Cloud". Un uomo d'affari percorrendo le ferrovie, riuscì a vendere 13 unità per un totale di 96 dollari.
Nel 1911, la Speed Queen crea la sua prima lavatrice a motore elettrico; nel 1915, la marca introduce sul mercato il primo multi strizzatore; più tardi, nel 1922, diventa la prima azienda a introdurre nelle sue lavatrici cesti fatti con nickel e rame.
Il nome della marca Speed Queen è stato ufficialmente istituito nel 1928. Nel 1939, il nichel e il rame sono stati sostituiti con l’acciaio inossidabile, un materiale ancora utilizzato nella fabbricazione di macchine attuali.
Durante la seconda guerra mondiale, Speed Queen orientò la sua produzione per sostenere lo sforzo bellico americano. Più tardi, la marca è stata venduta alla McGraw-Edison Company, un gruppo che possedeva anche Eskimo e Toastmaster, poi successivamente alla Raytheon.
Dal 1908 al 1950, la storia di Speed Queen è stata rappresentata da una costante espansione, anche durante la Grande depressione. Il record di vendita da un anno all'altro è stato possibile grazie alla domanda crescente delle famiglie americane per lavatrici e asciugatrici.
Nel 1998, la Raytheon Commercial Laundry, proprietaria della marca Speed Queen, è stata venduta all'Alliance Laundry Systems.
Alliance ha mantenuto le sue operazioni principalmente negli Stati Uniti. La maggior parte dei suoi 2,730 dipendenti e le sue installazioni di produzione si trovano a Ripon. Il gruppo dispone inoltre di strutture produttive in Cina e Repubblica Ceca a ha recentemente aperto numerose filiali in Europa, in Spagna, Belgio Francia e in Italia a Brescia nel 2016.
Dal 2015, BDT Capital Partners è l'azionista di maggioranza di Alliance Laundry Systems.

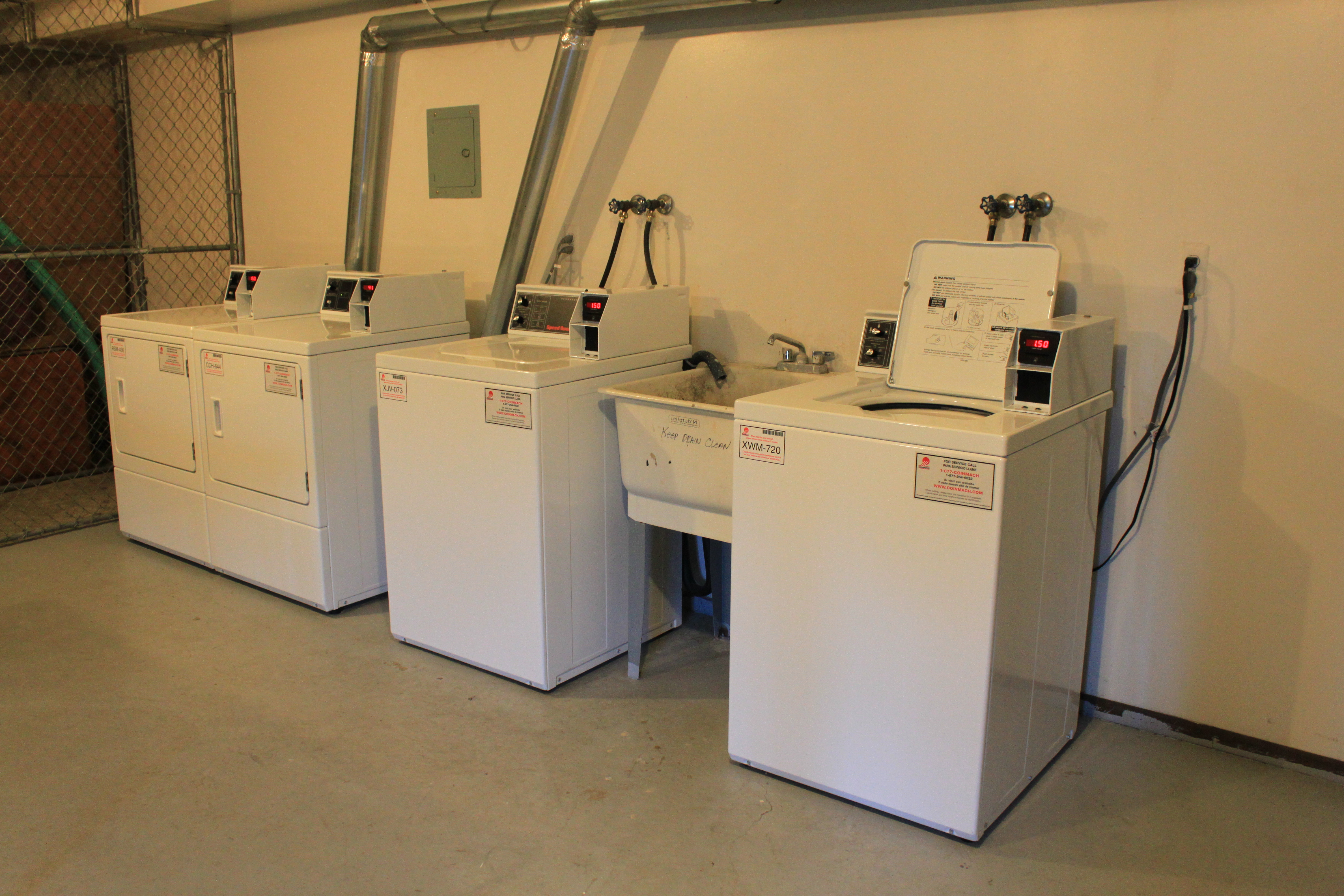
Lavatrici Speed Queen

## Rete
La Speed Queen estende la sua rete di lavanderie a livello internazionale. In Europa, nuove lavanderie sono state aperte in Germania, Spagna, Portogallo, Polonia, Repubblica Ceca, Slovenia, Croazia, Lituania, Austria e Italia.
La Speed Queen è anche presente nell'America del sud, in Messico, in Colombia e in Asia.